# Slinger (бойовий модуль)
Slinger (тр. «Слі́нґер») — протидроновий бойовий модуль виробництва австралійської компанії Electro Optic Systems (EOS), обладнаний 30-мм автоматичною гарматою Bushmaster M230LF.

## Опис
Відповідно до заяв компанії-виробника, комплекс розроблено з використанням досвіду російсько-української війни.
Комплекс є бойовим модулем, призначеним для боротьби з наземними та повітряними цілями. Його оснащено 30-мм стабілізованою автоматичною гарматою Bushmaster M230LF, що може вести вогонь на ходу. Прицілювання відбувається за допомогою оптико-електронного комплексу з нічним інфрачервоним детектором (може обертатись незалежно від гармати) та 4D-радара Echodyne EchoGuard, також модуль оснащений датчиком вітру. Разом із новітніми боєприпасами виробництва Northrop Grumman з радіочастотним наближенням, відповідно до заяв виробника, комплекс може точно вражати малі БПЛА одним пострілом.
Невелика вага (до 400 кг) дозволяє встановлення на легку техніку, як то HMMWV або «Козак».

### ТТХ
Заявлені характеристики:
- Дальність виявлення радаром: 3,5 км (військова техніка), 2,2 км (людина), 1,4 км (DJI Matrice), 1 км (DJI Phantom).
- Дальність дії денної камери: 12 км (виявлення цілей), 4,7 км (розпізнавання цілей).
- Дальність дії нічної камери: 13,7 км (виявлення цілей), 4 км (розпізнавання цілей).

## Оператори

### Майбутні оператори
- Україна: в кінці серпня 2023 року підписано контракт на 160 модулів, з них 110 замовило Міноборони України для M113 і ще 50 замовило НВО «Практика» для встановлення на власну техніку[1].